# Ilitxovo (Leningrad)
|  | Per a altres significats, vegeu «Ilitxovo». |

Ilitxovo (en rus: Ильичёво) és un poble (possiólok) de l'óblast de Leningrad, a Rússia, que el 2017 tenia 943 habitants, pertany al districte de Víborgski. Fins al 1948 la vila es deia Iàlkala.